# Bathyplotes pourtalesii
Bathyplotes pourtalesii е вид морска краставица от семейство Synallactidae. Видът не е застрашен от изчезване.

## Разпространение и местообитание
Разпространен е в Бахамски острови, Доминиканска република, Испания (Канарски острови), Кайманови острови, Колумбия, Куба, Мексико, Пуерто Рико, САЩ, Търкс и Кайкос, Хаити и Ямайка.
Среща се на дълбочина от 638 до 2913.5 m, при температура на водата от 2,8 до 7,5 °C и соленост 34,9 – 35 ‰.

## Описание
Популацията на вида е стабилна.